# Dogana del Salto del Cieco
La dogana del Salto del Cieco è un'antica dogana situata nel comune di Ferentillo, nella provincia di Terni, in Umbria.
Raggiungibile attraverso la strada che collega Ferentillo a Villa Pulcini, frazione di Leonessa, in provincia di Rieti, era sede di una gabella per coloro che intendevano attraversare il confine tra lo Stato Pontificio e il Regno delle Due Sicilie. La strada, che conduceva in Abruzzo attraverso Leonessa, attraversa ampie radure intervallate da fitti boschi di faggio lungo le pendici meridionali del monte Aspra.
Sul muro di uno degli edifici dell'antica dogana è cementato lo stemma dello Stato Pontificio, costituito da una croce e una chiave, e un giglio, stemma della dinastia borbonica.

## Toponimo
Il toponimo sembra derivare dalla presenza nella zona di numerosi briganti che assaltavano gli uomini e le carovane cariche di merci che attraversavano il confine. In particolare la leggenda narra che in quella specifica tratta si aggirasse una banda di cui un brigante, simulando di essere cieco, si avvicinava ai malcapitati, fingendo di chiedere l’elemosina, per poi spingerli nella profonda forra del Fosso del Castellone. Subito dopo i briganti scendevano nel fondovalle per un percorso noto solo a loro e ripulivano le vittime del denaro. La struttura doganale era fornita di una caserma, di un'osteria e di un locale adibito a prigione per i contravventori.